# Partido de Independência do Reino Unido
O Partido de Independência do Reino Unido (em inglês UK Independence Party; ou conhecido pela sigla UKIP) é um partido político britânico eurocético e de direita, fundado em 1993, pela antiga "Liga Antifederalista". Eles se descrevem como um partido "democrático e libertário" e afirmam, a setembro de 2014, possuir mais de 48 000 membros.[carece de fontes?]
Em maio de 2014, o UKIP conquistou a maior quantidade de votos pelo Reino Unido nas eleições europeias de 2014 dando a eles 24 dos 73 assentos a qual os britânicos tem direito no Parlamento Europeu. Esta foi a primeira vez que um partido britânico que não fosse o Trabalhista ou o Conservador a terminar em primeiro lugar numa eleição europeia.
O partido, no começo de 2014, possuía apenas um assento na Câmara dos Comuns, três na Câmara dos Lordes e um na Assembleia da Irlanda do Norte. Contudo, a performance nas eleições regionais no Reino Unido em 2013 acabou dando a legenda um salto a notoriedade, quando eles se tornaram o terceiro partido mais votado. Esse avanço foi descrito como um dos maiores "crescimentos de um quarto partido" na história política da Grã-Bretanha desde a Segunda Guerra Mundial.
Considerado um dos membros mais influentes da legenda, Nigel Farage foi o líder do partido de 2010 a 2016. Farage, que é membro fundador do Ukip, representa seu partido no Parlamento Europeu desde 1999. Ele se candidatou para o cargo de Parlamentar nas eleições gerais de 2015, mas não foi eleito. Ele acabou renunciando a posição de líder da legenda após esse resultado insatisfatório. Mas o partido não aceitou sua renúncia e ele manteve seu posto de liderança. Farage, contudo, renunciou mais uma vez a posição novamente em julho de 2016 após o referendo sobre a permanência do Reino Unido na União Europeia. Ele foi substituído por Paul Nuttall. O UKIP apoiou fortemente a saída do país da UE.
Segundo analistas políticos e pesquisas de opinião, era previsto que o UKIP viria forte nas eleições parlamentares de 2015 no Reino Unido. A força do partido frente a opinião pública vinha aumentando consideravelmente nos últimos anos e acreditava-se que se tornaria a terceira maior força no cenário político britânico ainda naquela década. Contudo, o resultado no pleito de 2015 foi considerado insatisfatório com apenas um parlamentar sendo eleito. Mas, no geral, recebeu 3,8 milhões de votos, se tornando o terceiro partido mais votado no Parlamento britânico. Porém, nas eleições de 2017, o poder do UKIP na vida política britânica declinou consideravelmente. O partido não conseguiu eleger um único Parlamentar e viu o número de votos populares recebidos cair drasticamente, forçando seu então líder, Paul Nuttall, a renunciar. Nas eleições de 2019 para o Parlamento Europeu, o UKIP recebeu apenas 3,3% dos votos e não conseguiu eleger ninguém. Já nas eleições locais no Reino Unido, cerca de 80% dos membros do partido que tinham assento nos conselhos regionais acabaram perdendo seus cargos nas urnas, marcando o acentuamento da declínio em popularidade da legenda. Muitos dos seus membros acabaram desertando o partido, se tornando independentes ou indo para outras legendas, como os Conservadores ou o Partido Brexit (este último fundado pelo ex líder do UKIP, Nigel Farage). Muitos dos que deixaram o UKIP, como Farage, afirmaram que o fizeram pois o partido estava desviando muito do seu propósito inicial (defender a autonomia política e econômica do Reino Unido), e estava dando muita voz aos seus extremistas, como, por exemplo, segundo Farage, havia uma enorme fixação com o "anti-islamismo".
Embora, no começo da década de 2010, estivesse crescendo em popularidade entre os eleitores britânicos, a visão geral do partido é extremamente polarizada. Cientistas políticos afirmam que a principal base eleitoral do UKIP está na Inglaterra, mais especificamente na classe trabalhadora branca e pessoas de idade avançada. O UKIP é frequentemente criticado pela grande mídia e por vários partidos políticos (independente do espectro político), além de grupos de direitos humanos e movimentos anti-fascistas. O partido tem sido descrito como racista e xenófobo, alegações que eles negam com veemência.

## Resultados eleitorais

### Eleições legislativas
| Data | CI.  | Votos     | %            | +/-  | Deputados | +/-     | Status            |
| ---- | ---- | --------- | ------------ | ---- | --------- | ------- | ----------------- |
| 1997 | 11.º | 105 722   | 0,3 / 100,0  |      | 0 / 659   |         | Extra-parlamentar |
| 2001 | 5.º  | 390 563   | 1,5 / 100,0  | 1,2  | 0 / 659   | Estável | Extra-parlamentar |
| 2005 | 4.º  | 605 973   | 2,2 / 100,0  | 0,7  | 0 / 646   | Estável | Extra-parlamentar |
| 2010 | 4.º  | 919 471   | 3,1 / 100,0  | 0,9  | 0 / 650   | Estável | Extra-parlamentar |
| 2015 | 3.º  | 3 881 099 | 12,7 / 100,0 | 9,6  | 1 / 650   | 1       | Oposição          |
| 2017 | 5.º  | 593 852   | 1,8 / 100,0  | 10,9 | 0 / 650   | 1       | Extra-parlamentar |

### Eleições europeias
| Data | CI. | Votos     | %            | +/-  | Deputados | +/- |
| ---- | --- | --------- | ------------ | ---- | --------- | --- |
| 1994 | 7.º | 150 251   | 1,0 / 100,0  |      | 0 / 87    |     |
| 1999 | 4.º | 696 057   | 7,0 / 100,0  | 6,0  | 3 / 87    | 3   |
| 2004 | 3.º | 2 650 768 | 16,1 / 100,0 | 9,1  | 12 / 78   | 9   |
| 2009 | 2.º | 2 498 226 | 16,6 / 100,0 | 0,5  | 13 / 72   | 1   |
| 2014 | 1.º | 4 376 635 | 26,6 / 100,0 | 10,0 | 24 / 73   | 11  |
| 2019 | 8.º | 554 463   | 3,2 / 100,0  | 23,4 | 0 / 73    | 24  |